# GSC1870-1749
GSC1870-1749 — хімічно пекулярна зоря спектрального класу A0, що має видиму зоряну величину в смузі V приблизно 10,9.